# Evrótas Potamós
Evrótas Potamós är ett vattendrag i Grekland. Det ligger i den södra delen av landet, 160 km sydväst om huvudstaden Aten.